# Xã Sterling, Quận Burleigh, Bắc Dakota
Xã Sterling (tiếng Anh: Sterling Township) là một xã thuộc quận Burleigh, tiểu bang Bắc Dakota, Hoa Kỳ. Năm 2010, dân số của xã này là 149 người.